# Cabestana
Cabestana is een geslacht van weekdieren uit de klasse van de Gastropoda (slakken).

## Soorten
- Cabestana africana (A. Adams, 1855)
- Cabestana casus Kensley & Pether, 1986 †
- Cabestana cutacea (Linnaeus, 1767)
- Cabestana felipponei (Ihering, 1907)
- Cabestana spengleri (Perry, 1811)
- Cabestana tabulata (Menke, 1843)
- Cabestana tetleyi (Powell & Bartrum, 1929) †

### Synoniemen
- Cabestana (Cymatilesta) otagoensis Powell, 1954 => Cabestana tabulata (Menke, 1843)
- Cabestana (Turritriton) Dall, 1904 => Turritriton Dall, 1904
  - Cabestana (Turritriton) labiosa (W. Wood, 1828) => Turritriton labiosus (W. Wood, 1828)
- Cabestana costata Röding, 1798 => Cabestana cutacea (Linnaeus, 1767)
- Cabestana debelior Finlay, 1930 † => Cabestana tabulata (Menke, 1843)
- Cabestana dolaria (Linnaeus, 1767) => Cabestana cutacea (Linnaeus, 1767)
- Cabestana doliata Röding, 1798 => Cabestana cutacea (Linnaeus, 1767)
- Cabestana manawatuna C. A. Fleming, 1943 † => Cabestana tabulata (Menke, 1843)
- Cabestana otagoensis Powell, 1954 => Cabestana tabulata (Menke, 1843)
- Cabestana waterhousei (A. Adams & Angas, 1864) => Cabestana tabulata (Menke, 1843)